# Dun-sur-Meuse
Dun-sur-Meuse is een gemeente in het Franse departement Meuse (regio Grand Est) en telt 752 inwoners (1999).
De plaats maakt deel uit van het kanton Stenay in het arrondissement Verdun. Tot 1 januari 2015 was het de hoofdplaats van het kanton Dun-sur-Meuse, dat op die dag werd opgeheven.

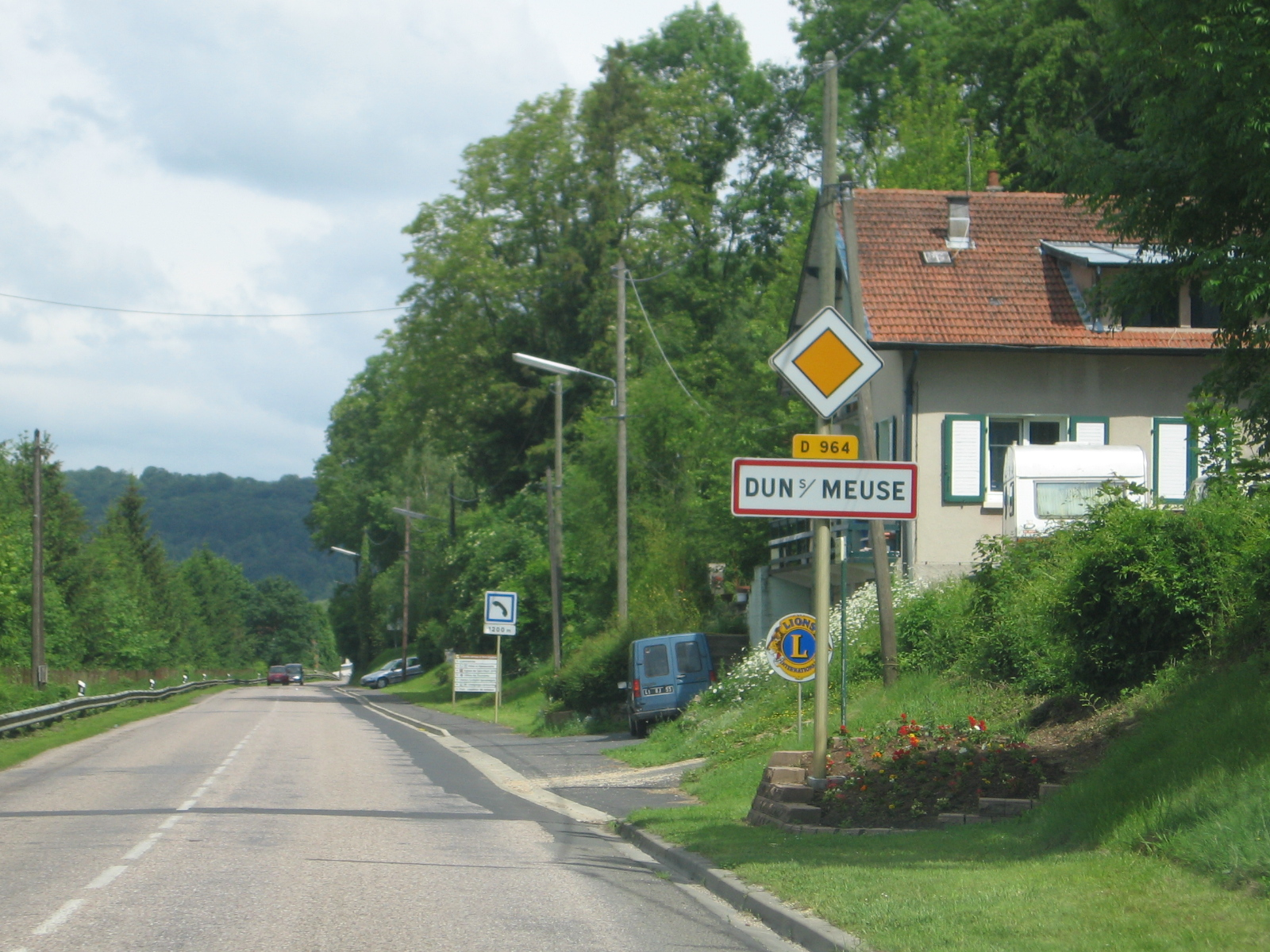
Entree

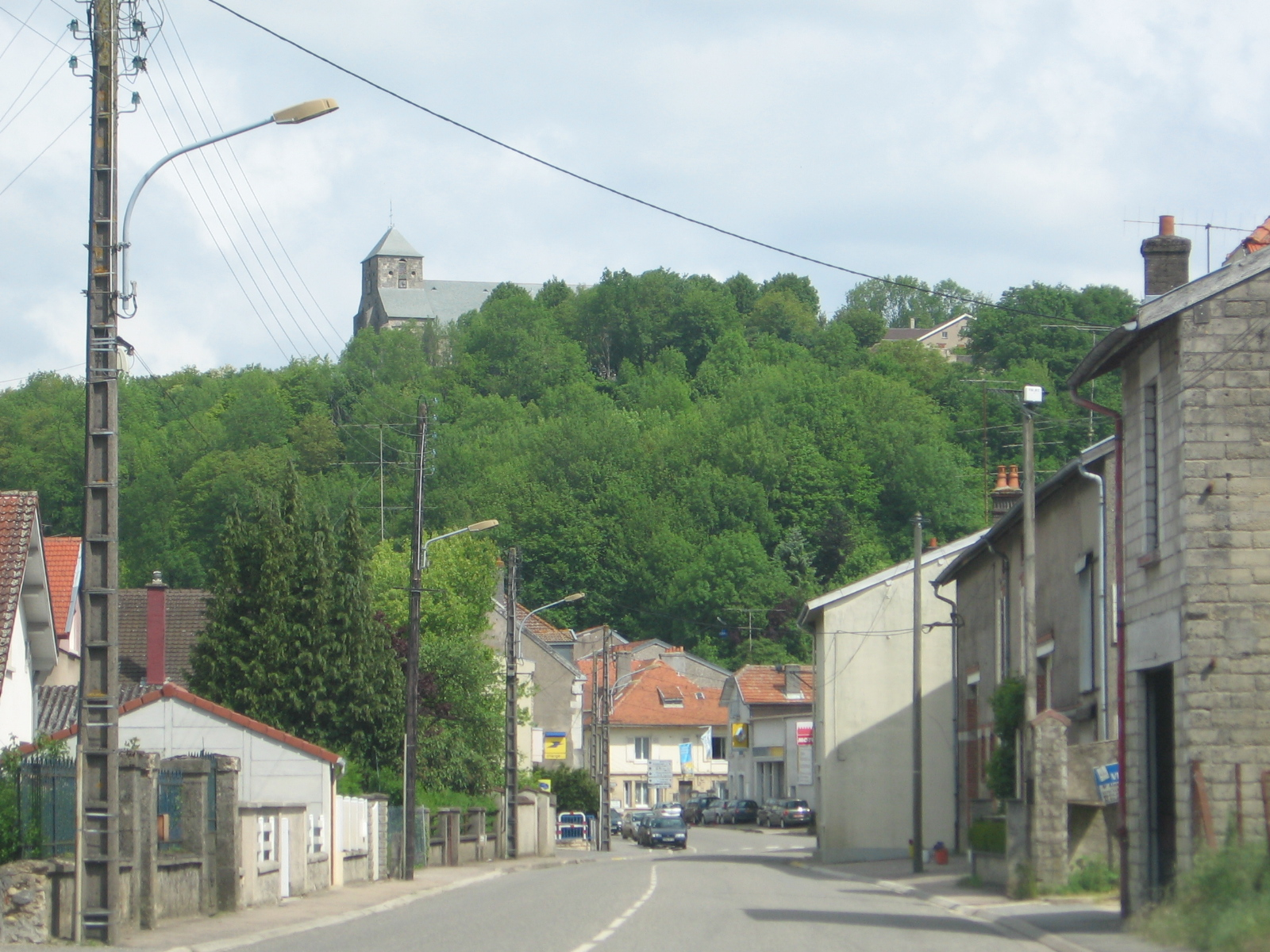
Dun-sur-Meuse

## Geografie
Dun-sur-Meuse ligt aan de rivier de Maas.
De onderstaande kaart toont de ligging van Dun-sur-Meuse met de belangrijkste infrastructuur en aangrenzende gemeenten.
| Aangrenzende gemeenten | Aangrenzende gemeenten | Aangrenzende gemeenten | Aangrenzende gemeenten | Aangrenzende gemeenten |
| ---------------------- | ---------------------- | ---------------------- | ---------------------- | ---------------------- |
|                        |                        | Sassey-sur-Meuse       |                        |                        |
|                        |                        |                        |                        |                        |
| Doulcon                | Milly-sur-Bradon       |                        |                        |                        |
|                        |                        |                        |                        |                        |
| Cléry-le-Petit         |                        | Liny-devant-Dun        |                        | Fontaines-Saint-Clair  |

## Demografie
Onderstaande figuur toont het verloop van het inwonertal (bron: INSEE-tellingen).